# Ланестер
Ланестер (фр. Lanester) — коммуна на северо-западе Франции, находится в регионе Бретань, департамент Морбиан, округ Лорьян, центр кантона Ланестер. Крупнейший пригород Лорьяна, расположен на противоположном берегу реки Скорф, между эстуариями рек Скорф и Блаве. Через территорию коммуны проходит национальная автомагистраль N165.
Население (2019) — 23 124 человека.

## История
Коммуна Ланестер была образована в 1909 году путем отделения от коммуны Кодан. Рабочие арсенала Лорьяна, часто выходцы из сельских районов, поселились там в большом количестве со своими семьями. В городе все еще очень заметны рабочие традиции, хотя он также существенно расширил торговые площади. Кроме того, часть его территории является сельской, даже если сельскохозяйственная активность снижается. Как и Лорьян, Ланестер сильно пострадал во время Второй мировой войны.

## Достопримечательности
- Современные церкви Святого Иосифа и Нотр-Дам XX века
- «Кладбище» кораблей в Керерви на реке Блаве
- Развалины комплекса по засолке рыбы галло-римского периода
- Мост Боном через реку Блаве
- Несколько мегалитов — дольмены, стелы

## Экономика
Структура занятости населения:
- сельское хозяйство — 0,3 %
- промышленность — 14,1 %
- строительство — 6,2 %
- торговля, транспорт и сфера услуг — 46,2 %
- государственные и муниципальные службы — 33,3 %

Уровень безработицы (2018) — 15,8 % (Франция в целом —  13,4 %, департамент Морбиан — 12,1 %). 

Среднегодовой доход на 1 человека, евро (2018) — 20 260 (Франция в целом — 21 730, департамент Морбиан — 21 830).

## Демография
Динамика численности населения, чел.

## Администрация
Пост мэра Ланестера с 2020 года занимает Жиль Каррерик (Gilles Carréric). На муниципальных выборах 2014 года возглавляемый им левый список победил в 1-м туре, получив 54,78 % голосов (из пяти списков).
| Период | Период | Фамилия         | Партия                  | Примечания                                                             |
| ------ | ------ | --------------- | ----------------------- | ---------------------------------------------------------------------- |
| 1953   | 1996   | Жан Морис       | Коммунистическая партия | бывший рабочий арсенала Лорьяна, член Генерального совета департамента |
| 1996   | 2001   | Жан-Пьер Анфре  | Коммунистическая партия | учитель истории и географии                                            |
| 2001   | 2004   | Жан-Клод Перрон | Разные левые            | рабочий судоверфи, член Генерального совета департамента               |
| 2004   | 2020   | Тереза Тьери    | Разные левые            | учительница, член Генерального совета департамента                     |
| 2020   |        | Жиль Каррерик   | Разные левые            |                                                                        |